# José Francisco González González
José Francisco González González (n. Yahualica de González Gallo, Jalisco, México, 17 de marzo de 1966) es un arzobispo católico mexicano. 
Inició su ministerio episcopal en 2008 al ser nombrado Obispo Auxiliar de Guadalajara y Titular de Feradi Maius. Actualmente desde el día 26 de febrero de 2025, tras ser nombrado por el Papa Francisco, es el Arzobispo de Tuxtla Gutiérrez.

## Biografía

### Primeros años

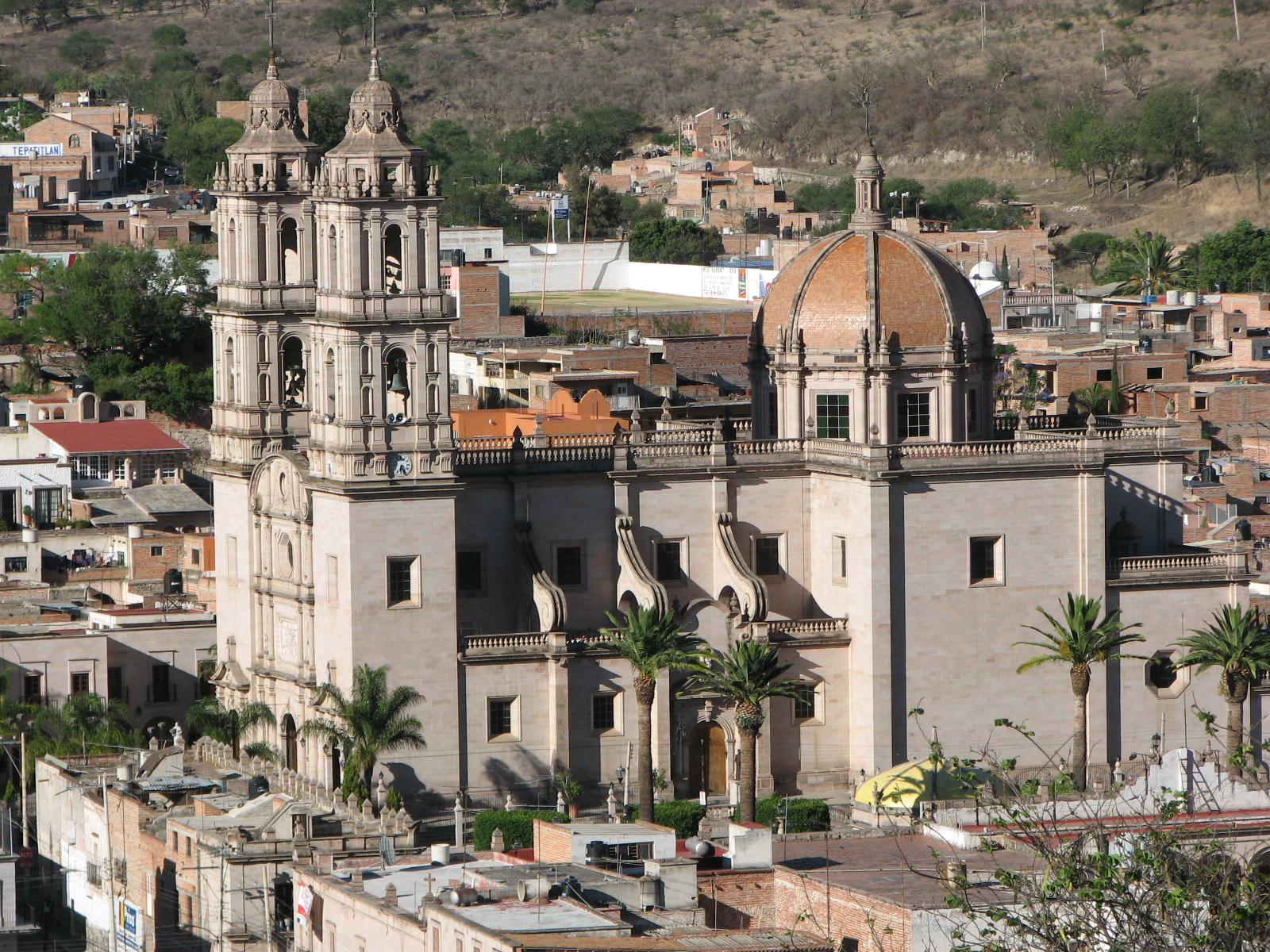
Su pueblo natal.

Nacido en el municipio mexicano de Yahualica de González Gallo en el Estado de Jalisco, el día 17 de marzo de 1966.
Es hijo de José Cupertino González González y de Leandra González Carbajal. Y es el octavo de trece hermanos. Sobrino del Cardenal Emérito de Guadalajara Don Juan Sandoval Íñiguez quien ha sido su principal promotor y protector.

### Formación
Cuando descubrió su vocación religiosa, en septiembre de 1978 ingresó en el Seminario Diocesano de la Sección San Martín. Tres años más tarde pasó al Seminario Menor para cursar Humanidades y en 1985 fue a Tapalpa para hacer el curso introductorio. Luego hizo sus estudios de Filosofía y Teología en el Seminario Diocesano Mayor de Guadalajara.
Se trasladó a Roma (Italia) para continuar con sus estudios durante cinco años. Primeramente, se licenció en Derecho canónico por la Pontificia Universidad de la Santa Cruz y seguidamente en Teología bíblica por la Pontificia Universidad Gregoriana.

### Sacerdocio
Recibió la ordenación diaconal el 24 de diciembre de 1994 y la sacerdotal el 4 de junio de 1995.
Ambas ordenaciones le fueron otorgadas por el Cardenal-Arzobispo de Guadalajara "Monseñor" Juan Sandoval Íñiguez.
Tras finalizar sus estudios universitarios en el 2000, regresó a México y ya dio comienzo a su ministerio pastoral como Padre Espiritual del Seminario Menor Auxiliar de Cuquío.
Luego a partir de 2001 pasó a ser Encargado de la Disciplina en el Seminario, en el que acompañó a los grupos de tercero de preparatoria, también impartió clases de Educación en la Fe, Griego Bíblico y Derecho Canónico. Y desde 2007 fue el Vicerrector del Seminario Mayor.

## Episcopado

### Guadalajara

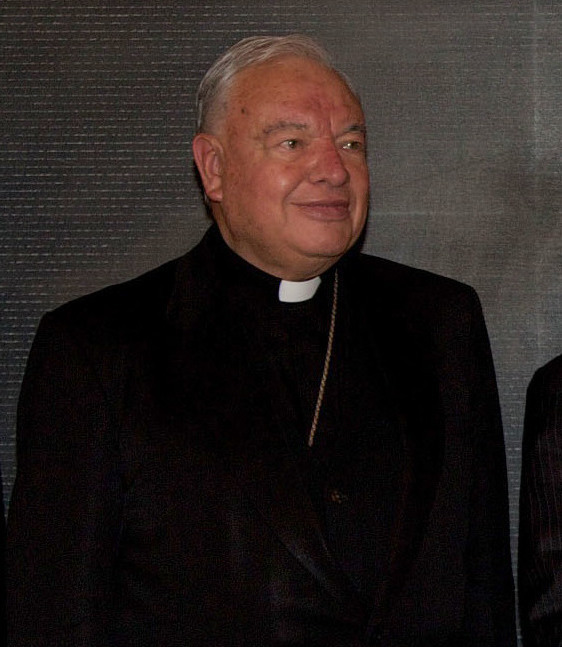
Su consagrante, Juan Sandoval Íñiguez.

El 14 de febrero de 2008 se publicó en L'Osservatore Romano su nombramiento como Obispo Auxiliar de Guadalajara por parte de Su Santidad el Papa Benedicto XVI, bajo la sede titular de "Feradi Maius".
Fue consagrado el día 10 de abril del mismo año, por imposición de manos del cardenal y arzobispo metropolitano Juan Sandoval Íñiguez quien fue su consagrante principal, y teniendo como co-consagrantes a otros obispos de la región, así como al nuncio apostólico en México Christophe Pierre.
Como obispo titular y obispo auxiliar de Guadalajara, acompañó a las dimensiones de las pastorales de familiar, de juvenil y universitaria, aunque sin experiencia en el ámbito parroquial, ya que nunca fue ni vicario ni párroco sino siempre estuvo de formador en el seminario de Guadalajara.

### Obispo de Campeche

La Catedral de Campeche.

El 13 de diciembre de 2013, el Papa Francisco lo nombró como nuevo Obispo de la Diócesis de Campeche, en sustitución de Ramón Castro Castro que fue designado Obispo de Cuernavaca.
Tomó posesión oficial como Obispo de Campeche el día 12 de febrero de 2014, durante una eucaristía especial que tuvo lugar en la Catedral Diocesana Nuestra Señora de la Purísima Concepción.

### Arzobispo de Tuxtla Gutiérrez
El 26 de febrero de 2025, el Papa Francisco lo nombra III Arzobispo de Tuxtla Gutiérrez, tomó posesión canónica el 25 de abril en la festividad de San Marcos, patrono de la Catedral de Tuxtla Gutiérrez.

## Controversias
En Campeche se involucró en un problema mediático por el control económico de unos colegios administrados por la Sociedad del Divino Salvador y tras expulsar al Pbro. Sebastián Korkzak de los mismos y de Campeche. Al mismo tiempo proteger, encubrir y promover a dos curas de Campeche, conocidos por su estilo de vida amoral, Pbro. Martín Javier Mena Carrillo y Pbro. Francisco Velázquez Trejo acusados de pederastia por un exseminarista de Campeche y actual ministro veterocatólico José Luis Izquierdo Cundafé, que ocasionó un plantón público del Obispo en las afueras del periódico Tribuna de Campeche donde permaneció muchas horas sentado a la entrada de las instalaciones y acompañado por varios sacerdotes, incluidos los señalados, y un grupo de fieles,  ya que este medio publicaba este conflicto de pederastia y el control del obispo sobre los colegios y al poner en la administración a uno de ello,   al final se solucionó mediante un arreglo de tipo económico para no llegar a juicio como publicaría el mismo Izquierdo Cundafé en su libro "La verdad no es pecado".. El arzobispo José Francisco González González  a su llegada a Tuxtla Gutiérrez causó controversia al utilizar un papamóvil durante su recorrido por la ciudad a unos cuantos días del fallecimiento del Papa Francisco, lo que ocasionó la crítica de cientos de habitantes chiapanecos y usuarios de redes sociales que lo acusaron de actitudes triunfalistas, aunque días después de disculpó ante los medios de comunicación señalando que su intención era otra.

## Lema y escudo
Como lema episcopal, eligió la frase: «Tú tienes palabras de vida eterna» (Jn 6, 68).
Su escudo episcopal actual se divide en tres secciones. En el cantón diestro, sobre un fondo de azur, se encuentra una estrella blanca que simboliza a la Virgen María bajo el título de "Stella Maris" o "Estrella del Mar". En el cantón siniestro, sobre un campo de plata, aparece un lirio que alude a San José, evocando también la pureza y la castidad. La parte inferior o punta del escudo, de color gules, como símbolo del martirio, presenta un león alado sosteniendo una biblia. Este león representa al evangelista San Marcos, santo patrono de la Catedral y de la Arquidiócesis de Tuxtla Gutiérrez. La biblia abierta muestra, escrita en griego, la cita bíblica de Jn 6, 68: «Tú tienes palabras de vida eterna», que es el lema episcopal de Monseñor José Francisco. Finalmente, en la misma sección inferior, debajo del león, se encuentran tres olas que simbolizan la abundancia hídrica del estado de Chiapas. Además, hace uso del palio, propio de los Arzobispos metropolitanos, y se encuentra timbrado por el capelo con 2 x 10 borlas verdes. 